# 西田恵
西田 恵（にしだ めぐむ、1998年1月10日 - ）は、大阪府堺市出身のプロサッカー選手。九州サッカーリーグ・ジェイリースFC所属。ポジションは、ミッドフィールダー（MF）。

## 来歴
幼稚園でサッカーを始めた。EXE'90FC、関西大学北陽高校を経て、大阪体育大学へ一般入試で入学した。入学当初は7軍相当のランニングメニューが主体のチームからスタートしたが、1年生の終わりにはAチーム入り。4年生ではゲームキャプテンを務めた。
2020年より、ツエーゲン金沢へ加入した。
2021年、いわてグルージャ盛岡へ期限付き移籍。
2022年、テゲバジャーロ宮崎へ期限付き移籍。
同年11月13日、テゲバジャーロ宮崎から期限付き移籍期間満了、ツエーゲン金沢から契約満了が発表された。
同年11月28日、カンセキスタジアムとちぎで行われたJリーグ合同トライアウトに出場した。同年12月15日、2023年からJ3加盟の奈良クラブに移籍。
2024年、奈良クラブとの契約が満了。
2025年、ジェイリースFCに加入。

## 所属クラブ
- EXE'90FC jr
- EXE'90FC
- 関西大学北陽高等学校
- 大阪体育大学
- 2020年 - 2022年  ツエーゲン金沢
  - 2021年  いわてグルージャ盛岡（期限付き移籍）
  - 2022年  テゲバジャーロ宮崎（期限付き移籍）
- 2023年 - 2024年  奈良クラブ
- 2025年 -  ジェイリースFC

## 個人成績
| 国内大会個人成績 | 国内大会個人成績 | 国内大会個人成績 | 国内大会個人成績 | 国内大会個人成績 | 国内大会個人成績 | 国内大会個人成績 | 国内大会個人成績 | 国内大会個人成績 | 国内大会個人成績 | 国内大会個人成績 | 国内大会個人成績 |
| 年度             | クラブ           | 背番号           | リーグ           | リーグ戦         | リーグ戦         | リーグ杯         | リーグ杯         | オープン杯       | オープン杯       | 期間通算         | 期間通算         |
| 年度             | クラブ           | 背番号           | リーグ           | 出場             | 得点             | 出場             | 得点             | 出場             | 得点             | 出場             | 得点             |
| 日本             | 日本             | 日本             | 日本             | リーグ戦         | リーグ戦         | リーグ杯         | リーグ杯         | 天皇杯           | 天皇杯           | 期間通算         | 期間通算         |
| ---------------- | ---------------- | ---------------- | ---------------- | ---------------- | ---------------- | ---------------- | ---------------- | ---------------- | ---------------- | ---------------- | ---------------- |
| 2020             | 金沢             | 20               | J2               | 9                | 0                | -                | -                | -                | -                | 9                | 0                |
| 2021             | 岩手             | 20               | J3               | 20               | 1                | -                | -                | 0                | 0                | 20               | 1                |
| 2022             | 宮崎             | 20               | J3               | 21               | 0                | -                | -                | -                | -                | 21               | 0                |
| 2023             | 奈良             | 16               | J3               | 33               | 4                | -                | -                | 1                | 0                | 34               | 4                |
| 2024             | 奈良             | 11               | J3               | 21               | 1                | 1                | 0                | 1                | 1                | 23               | 2                |
| 通算             | 日本             | 日本             | J2               | 9                | 0                | -                | -                | -                | -                | 9                | 0                |
| 通算             | 日本             | 日本             | J3               | 95               | 6                | 1                | 0                | 2                | 1                | 98               | 7                |
| 総通算           | 総通算           | 総通算           | 総通算           | 104              | 6                | 1                | 0                | 2                | 1                | 107              | 7                |

- Jリーグ初出場 - 2020年6月27日 J2第2節 vs松本山雅FC（石川県西部緑地公園陸上競技場）
- Jリーグ初得点 - 2021年9月11日 J3第18節 vs鹿児島ユナイテッドFC（白波スタジアム）

## タイトル

### クラブ
いわてグルージャ盛岡
- 岩手県サッカー選手権大会：1回（2021年）

テゲバジャーロ宮崎
- 宮崎県サッカー選手権大会：1回（2022年）

奈良クラブ
- 奈良県サッカー選手権大会：1回（2023年）